# Arisen My Senses
Arisen My Senses è un singolo della cantante islandese Björk, pubblicato il 21 marzo 2018 come terzo estratto dal nono album in studio Utopia.

## Descrizione
La canzone è stata composta e prodotta in collaborazione con la produttrice venezuelana Arca, che ha lavorato su quasi tutte le tracce di Utopia. In un'intervista rilasciata alla rivista Fact, la cantante ha affermato che Arisen My Senses è stata la prima canzone che lei e Arca hanno realizzato per l'album, e che contiene un sample del brano di Arca Little Now a Lot. Come il resto di Utopia, anche Arisen My Senses vuole rappresentare un rovesciamento delle cupe atmosfere evocate nell'album Vulnicura, basato sulla fine della relazione tra Björk e l'artista Matthew Barney; intervistata su Pitchfork, la cantante afferma che la melodia di Arisen My Senses è «come una costellazione nel cielo; è quasi un'ottimistica ribellione a una normale melodia narrativa. Non vi è una sola melodia. È come cinque melodie. Questo l'ho veramente amato».

## Tracce
Testi di Björk, musiche di Björk e Arca.
1. Arisen My Senses (Album version) – 5:00
2. Arisen My Senses (Lanark Artefax Remix) – 5:12
3. Arisen My Senses (Jlin Rework) – 3:27
4. Arisen My Senses (Kelly Lee Owens Remix) – 6:38

## Classifiche
| Classifica (2018)    | Posizione massima |
| -------------------- | ----------------- |
| Regno Unito (vinili) | 5                 |

## Date di pubblicazione
| Paese | Data           | Etichetta              | Formato           |
| ----- | -------------- | ---------------------- | ----------------- |
| Mondo | 21 marzo 2018  | One Little Independent | Download digitale |
| Mondo | 25 maggio 2018 | One Little Independent | Vinile            |